# Bougouriba
Bougouriba är en provins i Burkina Faso.   Den ligger i regionen Sud-Ouest, i den sydvästra delen av landet, 270 km sydväst om huvudstaden Ouagadougou. Antalet invånare är 83 697. Arean är 2 812 kvadratkilometer. Huvudort är Diébougou.